# Camp

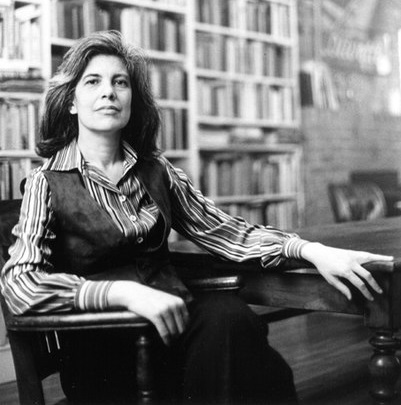
Susan Sontag em 1979.

Camp (do inglês norte-americano, lit. "levantar acampamento" ou "acampar") é uma gíria para comportamento, atitude ou interpretação exagerada, artificial ou teatral; ou ainda um adjetivo que significa algo de mau gosto, muito artificial, exagerado, "cafona" ou "brega". Também pode ser interpretado como sinônimo de exagero, ou como uma "afetação a uma estética especial que ironiza ou ridiculariza o que é dominante", como disse Susan Sontag em seu artigo clássico Notes on "camp" de 1964.
O surgimento da palavra Camp em seu novo significado data-se em torno de 1909. Na época, começou a ser utilizada por  homens gays que lutavam contra os meios hétero normativos em que viviam, isso é, situações nas quais orientações sexuais diferentes da heterossexual são marginalizadas, ignoradas ou perseguidas por práticas sociais, crenças ou políticas. Era comum usarem palavras já conhecidas, porém com significados diferentes, como forma de 'código', para mascarar sua homossexualidade nesses espaços. Assim, "camp" que antes significava apenas "acampar" em inglês, ganhou um novo significado, como forma de expressarem sua homoafetividade. O camp, nesse sentido, foi derivado do francês: 'se camper', que significa "posar de forma exagerada".

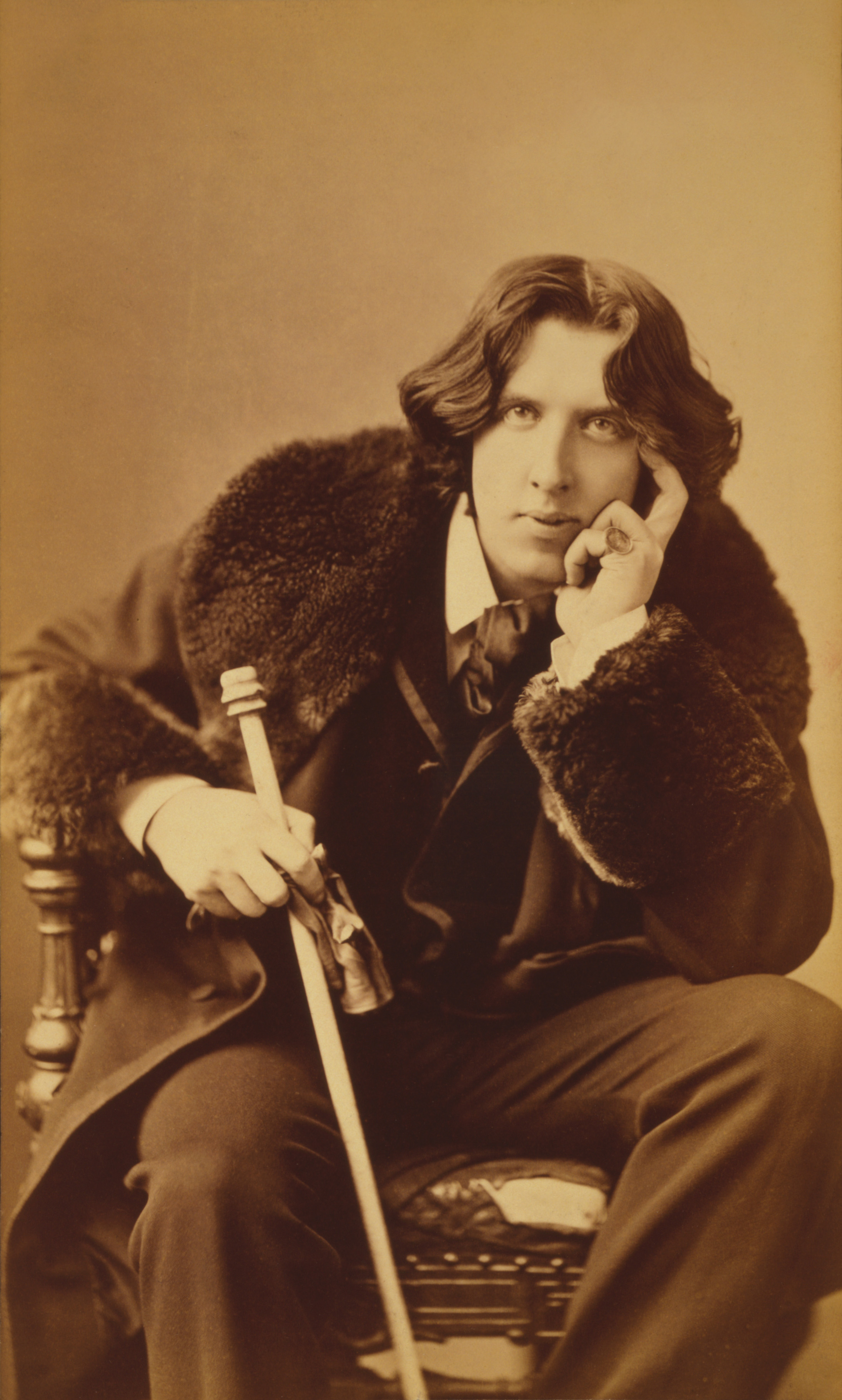
Oscar Wilde em foto de 1882 por Napoleon Sarony, em Nova Iorque. Wilde é citado por Susan Sontag em seu ensaio, e dedica suas notas ao escritor.

O camp decola ao final do século XVII e início do XVIII, surgindo por causa da imensa sensibilidade daquela época ao exagerado, à aparência, ao seu gosto pelo novo e pelo excitante. Em 1954, o termo foi apresentado pelo escritor Christopher Isherwood no romance The World in the Evening (O Mundo ao Entardecer) e dez anos depois analisado com profundidade por Susan Sontag, que fala: "camp é um certo tipo de esteticismo. É uma maneira de ver o mundo como um fenômeno estético. Essa maneira não se refere à beleza, mas ao grau de artifício, de estilização." Seu artigo ficou conhecido na área acadêmica como a primeira tentativa de se compreender uma espécie de sensibilidade estética que se tornou "um elemento definidor, sem ser totalizador, da identidade homossexual"

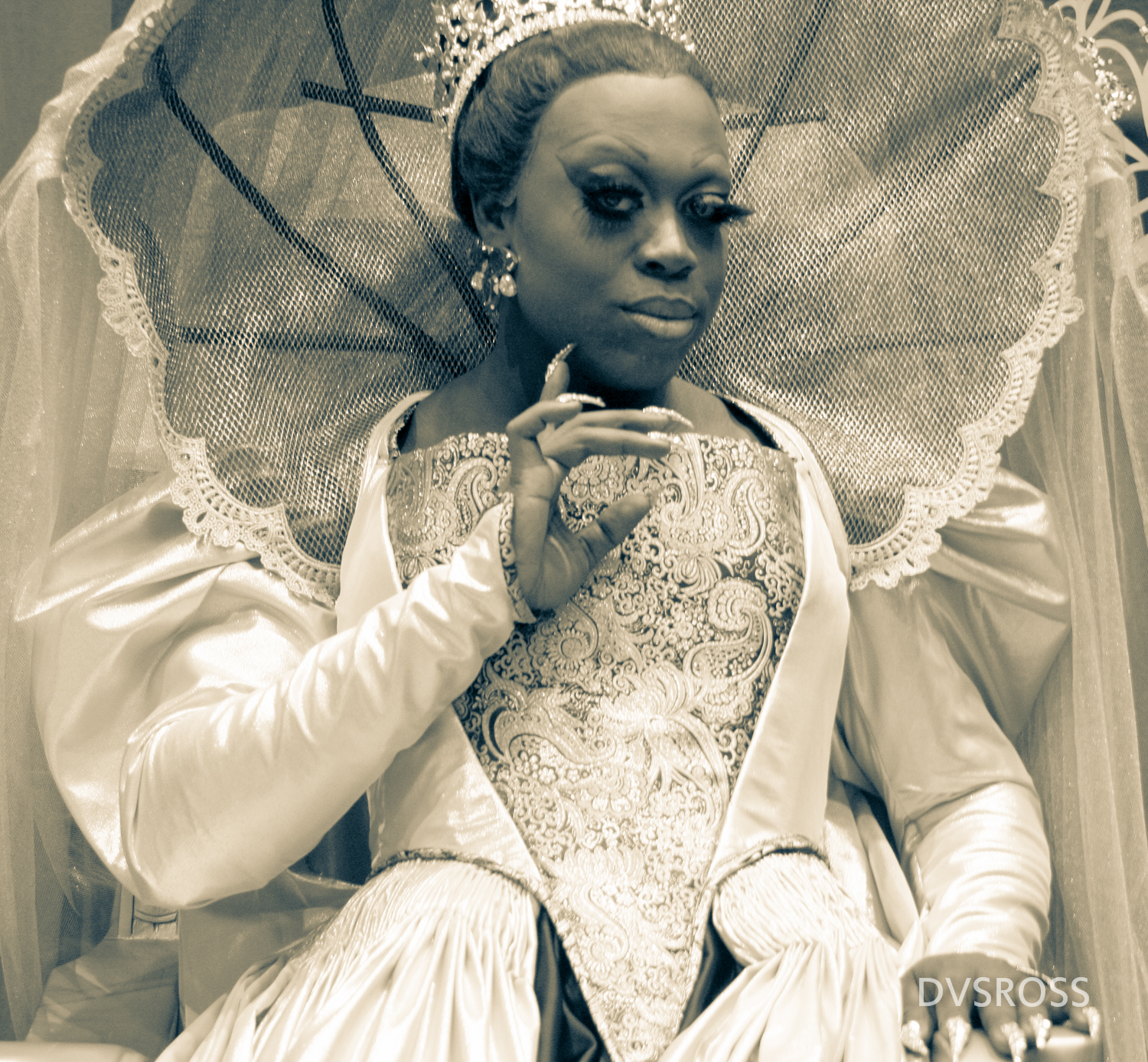
Bob The Drag Queen na convenção RuPaul's DragCon em 2017.

A partir da metade da década de 1970, entretanto, a definição também passou a incorporar em seu significado o tom da banalidade, artificialidade, mediocridade e ostentação. A escritora estadunidense Susan Sontag enfatizou os elementos-chave da cultura camp como sendo a artificialidade, a frivolidade, a pretensão ingênua da classe média e os excessos provocados pelo choque. A estética camp é popular desde a década de 1960 até o século XXI e atingiu seu auge nas décadas de 1970, 1980 e início dos anos 1990.
O camp porém, apesar de ser uma parte essencial da cultura LGBTQ+, não é estritamente homossexual, visto que, na atualidade já atingiu diversos públicos e se tornou uma enorme referência estética para todos os meios. "Nem todos os homossexuais tem um gosto "camp" . Mas homossexuais, por sua maioria, constituem a vanguarda e mais articulada audiência do "Camp", escreveu Susan Sontag.

## Pluralidade de significados
Em 1993, Jack Babuscio procura aprofundar os estudos sobre o termo camp, e cria 4 características consideradas básicas para a compreensão deste tipo de sensibilidade e/ou comportamento: ironia, estética, humor e teatralidade.

#### Ironia
Elemento implícito na sensibilidade camp, provocado por meio da mistura de elementos considerados contrastantes - como o velho e o novo, o sagrado e o profano, o masculino e o feminino (tipo de contraste mais explorado) - , buscando uma harmonia que não acontece. Desse modo, a incoerência que resulta dos contrastes produz o camp.

#### Estética
É uma certa maneira de contemplar o mundo, a arte e os objetos comuns, transformando-os em algo especial, deslumbrante; em outras palavras, a partir da sensibilidade estética, o camp transforma as coisas banais em acontecimentos, mas, pelo excesso, acaba falhando e produzindo uma certa forma de humor.

#### Humor
É resultado da incoerência entre um objeto, pessoa ou situação e o seu contexto, provocando um estranhamento que resulta no humor.

#### Teatralidade
Pelo gosto camp, "o personagem é entendido como um estado de contínua incandescência — uma pessoa como uma coisa única, muito intensa".

## Campna mídia
O cinema camp foi popularizado por cineastas como Pedro Almodóvar, George e Mike Kuchar, Andy Warhol e John Waters, principalmente por Pink Flamingos e Hairspray do último. Celebridades associadas com a cultura camp incluem drag queens como Dame Edna Everage, Divine, RuPaul e Liberace. A cultura camp foi adotada como parte da defesa anti-acadêmica da cultura popular na década de 1960, ganhando popularidade na década de 1980 com a adoção difundida de pontos de vista pós-modernos na arte e na cultura.

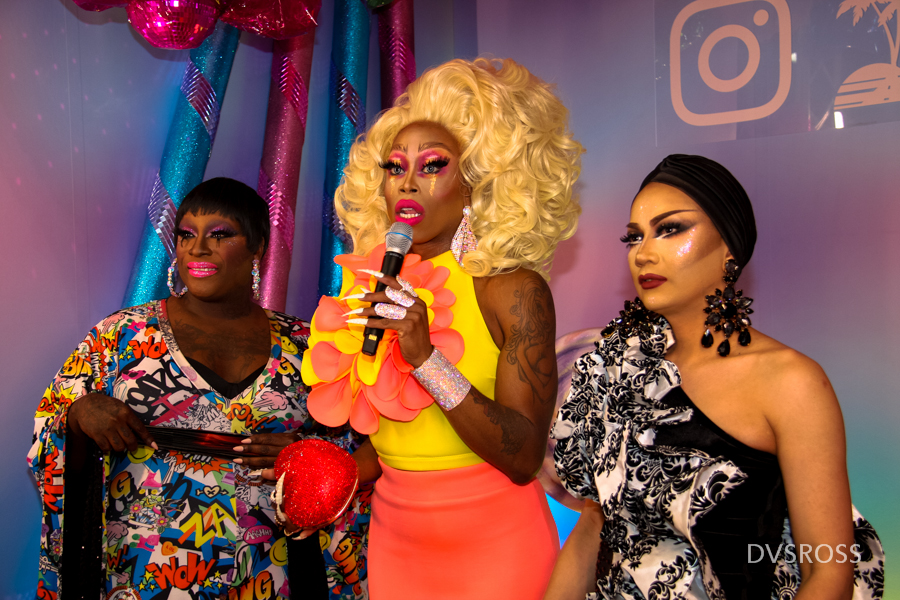
Mo Heart, drag queen estadunidense antes conhecida como Monique Heart, ao meio. Ao seu lado esquerdo, a drag queen estadunidense Widow Von'Du, e outra drag queen à sua direita. As duas nominadas participaram do reality-show RuPaul's Drag Race, a primeira na décima temporada, já a segunda na décima segunda.

No século XXI, uma das maiores referências do camp em drag queens é o reality show Rupaul's Drag Race, que iniciou-se em 2009 e segue no ar, contando com mais de 12 temporadas, e com a conquista de programa mais assistido dos Estados Unidos. Durante os episódios, que ocorrem semanalmente, as competidoras participam de provas onde são testadas suas habilidades de canto, dança, costura, humor e personalidade. Todas as competidoras se montam no estilo drag queen, que incorpora totalmente a essência do camp e do que ele representa.
No mundo da moda, a estética camp foi adotada por marcas e designers como: Jean Paul Gaultier, Moschino, Thierry Mugler, Vivienne Westwood, John Galliano, entre outros. E inclusive, "CAMP"  foi o tema do Met Gala de 2019, um dos eventos de moda mais famosos e exclusivos do mundo, que contou com roupas extravagantes de celebridades como Lady Gaga, Anna Wintour, Lupita Nyong'o, entre muitos outros. As irmãs Jenner, (Kendall Jenner e Kylie Jenner, da família Kardashian) todas vestiram vestidos da Versace, feitos com muitas penas, em referência a uma fala de Susan Sontag: “camp é uma mulher caminhando com um vestido feito com três milhões de penas”.

## Camp no Brasil

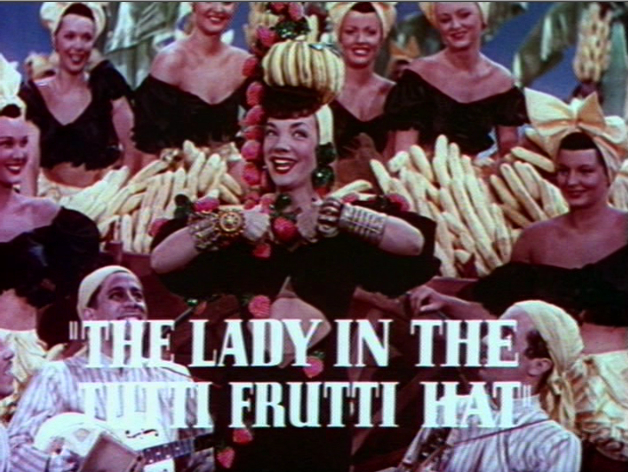
Carmen Miranda no trailer do filme The Gang's All Here em 1943.

No Brasil, a referência Camp surgiu por volta dos anos 1950, com a influência de Carmem Miranda. Carmem Miranda foi uma atriz, cantora e dançarina brasileira que se tornou popular nos anos 1940. Ela é conhecida por sua estética, que inclui roupas exageradas, cabelos grandes e adornos de frutas, valorizando o exagero, o exótico e o artificial. A estética camp é associada com Carmen Miranda devido ao seu uso exagerado de adereços, roupas coloridas e estilo de dança. Ela se tornou um ícone da cultura brasileira. 
Com o passar dos anos, a estética camp no Brasil foi representada sob diversos nuances por diferentes personalidades, como Zuzu Angel, Xuxa, Chacrinha, Mamonas Assassinas e Rita Lee, que abraçaram as roupas exageradas com cores vibrantes, a artificialidade, e a excentricidade. Alguns anos depois, novos nomes da música como Letrux, Duda Beat e Pabllo Vittar, fizeram sucesso por sua estética diferenciada que possui fortes traços do camp, devido à extravagância. 